# Campeonato Carioca de Futebol de 1997
O Campeonato Carioca de Futebol de 1997 foi a 100.ª edição da principal divisão do futebol no Rio de Janeiro. Vencido pelo Botafogo, teve 3 turnos antes da fase final, cujos vencedores foram: Taça Guanabara (1º Turno): Botafogo; Taça Rio (2º Turno): Botafogo; 3º Turno: Vasco. 
Por ter vencido 2 dos 3 turnos, o Botafogo entrou com 5 pontos na fase final (melhor de 7 pontos). No primeiro jogo, o Vasco venceu por 1x0, mas no segundo jogo o Botafogo liquidou a fatura vencendo por 1x0 (gol de Dimba).
Detalhe: O técnico Joel Santana conquistou o seu quarto título estadual consecutivo, treinando a quarta equipe diferente (ele havia ganho em 1994, pelo Bahia; 1995, pelo Fluminense; e 1996, pelo Flamengo).

## Classificação

### 1º Turno (Taça Guanabara)
Os dois primeiros colocados disputam a final da Taça Guanabara. Os oito primeiros colocados estão classificados para o 2º Turno (Taça Rio de Janeiro). O último colocado está rebaixado à 2ª Divisão.
| Classificação | Classificação | Classificação | Classificação | Classificação | Classificação | Classificação | Classificação | Classificação | Classificação |
| Pos           | Time          | PG            | J             | V             | E             | D             | GP            | GS            | SG            |
| ------------- | ------------- | ------------- | ------------- | ------------- | ------------- | ------------- | ------------- | ------------- | ------------- |
| 1             | Botafogo      | 33            | 11            | 11            | 0             | 0             | 29            | 8             | +21           |
| 2             | Vasco da Gama | 25            | 11            | 8             | 1             | 2             | 21            | 11            | +10           |
| 3             | Flamengo      | 24            | 11            | 7             | 3             | 1             | 31            | 8             | +23           |
| 4             | Madureira     | 18            | 11            | 6             | 0             | 5             | 14            | 16            | -2            |
| 5             | Bangu         | 16            | 11            | 4             | 4             | 3             | 19            | 19            | 0             |
| 6             | Fluminense    | 15            | 11            | 4             | 3             | 4             | 13            | 13            | 0             |
| 7             | Americano     | 13            | 11            | 4             | 1             | 6             | 10            | 13            | -3            |
| 8             | Volta Redonda | 12            | 11            | 3             | 3             | 5             | 13            | 16            | -3            |
| 9             | America       | 9             | 11            | 1             | 6             | 4             | 9             | 13            | -4            |
| 10            | Itaperuna     | 7             | 11            | 2             | 1             | 8             | 9             | 21            | -12           |
| 11            | Olaria        | 7             | 11            | 1             | 4             | 6             | 12            | 21            | -9            |
| 12            | Barreira      | 5             | 11            | 1             | 2             | 8             | 8             | 29            | -21           |

#### Decisão do 1º Turno (Taça Guanabara)
BOTAFOGO 1 x 0 VASCO DA GAMA
Data – 30 de março de 1997
Local – Maracanã, Rio de Janeiro (RJ)
Árbitro – Carlos Elias Pimentel
Renda – R$ 912.915,00
Público – 88.404
Competição – Camp. Carioca (decisão da Taça Guanabara)
Gol – Gonçalves, aos 32 minutos do 2° tempo
Botafogo – Wagner, Wilson Goiano, Jorge Luiz, Gonçalves e Jefferson;
Marcelinho Paulista, Pingo, Djair e Aílton; Bentinho, Sorato (Dimba).
Técnico: Joel Santana.
Vasco – Carlos Germano, Pimentel, Tinho, João Luís e Felipe; Luisinho (Pedrinho), Fabrício, Juninho e Ramon; Almir (Mauricinho) e Edmundo.
Técnico: Antônio Lopes.
ObsBotafogo, campeão da Taça Guanabara com 12 vitórias em 12 jogos (100%).

### 2º Turno (Taça Rio de Janeiro)
Os seis primeiros colocados estão classificados para o 3º Turno.
| Classificação | Classificação | Classificação | Classificação | Classificação | Classificação | Classificação | Classificação | Classificação | Classificação |
| Pos           | Time          | PG            | J             | V             | E             | D             | GP            | GS            | SG            |
| ------------- | ------------- | ------------- | ------------- | ------------- | ------------- | ------------- | ------------- | ------------- | ------------- |
| 1             | Botafogo      | 15            | 7             | 4             | 3             | 0             | 8             | 4             | +4            |
| 2             | Flamengo      | 14            | 7             | 4             | 2             | 1             | 16            | 9             | +7            |
| 3             | Fluminense    | 14            | 7             | 4             | 2             | 1             | 10            | 5             | +5            |
| 4             | Vasco da Gama | 10            | 7             | 3             | 1             | 3             | 6             | 6             | 0             |
| 5             | Americano     | 8             | 7             | 2             | 2             | 3             | 8             | 11            | -3            |
| 6             | Bangu         | 6             | 7             | 1             | 3             | 3             | 6             | 8             | -2            |
| 7             | Madureira     | 4             | 7             | 0             | 4             | 3             | 7             | 11            | -4            |
| 8             | Volta Redonda | 4             | 7             | 1             | 1             | 5             | 7             | 14            | -7            |

PARTIDA DECISIVA DA TAÇA RIO DE JANEIRO (2° TURNO)
BOTAFOGO 0 x 0 FLUMINENSE
Data – 4 de maio de 1997
Local – Maracanã, Rio de Janeiro (RJ)
Árbitro – Carlos Elias Pimentel
Renda – R$ 779.945,00
Público – 80.916
Competição – Camp. Carioca (decisão da Taça Rio)
Botafogo – Wagner, Wilson Goiano (Bruno Carvalho), Jorge Luiz,
Gonçalves e Jefferson; Marcelinho Paulista, Pingo, Djair e Aílton;
Bentinho, Sorato (Dimba). Técnico: Joel Santana.
Fluminense – Adílson, Ronald (Luiz Henrique), Vágner, Márcio
Costa e Jorge Luiz; Paulo Roberto, Cadu, Yan (Roger) e Nildo
(Marcelo); Alcindo e Roni. Técnico: Valdyr Espinosa.
ObsBotafogo, campeão da Taça Rio.

### 3º Turno
| Classificação | Classificação | Classificação | Classificação | Classificação | Classificação | Classificação | Classificação | Classificação | Classificação |
| Pos           | Time          | PG            | J             | V             | E             | D             | GP            | GS            | SG            |
| ------------- | ------------- | ------------- | ------------- | ------------- | ------------- | ------------- | ------------- | ------------- | ------------- |
| 1             | Vasco da Gama | 11            | 5             | 3             | 2             | 0             | 10            | 3             | +7            |
| 2             | Fluminense    | 11            | 5             | 3             | 2             | 0             | 9             | 5             | +4            |
| 3             | Americano     | 8             | 5             | 2             | 2             | 1             | 5             | 4             | +1            |
| 4             | Botafogo      | 5             | 5             | 1             | 2             | 2             | 3             | 5             | -2            |
| 5             | Flamengo      | 4             | 5             | 1             | 1             | 3             | 2             | 5             | -3            |
| 6             | Bangu         | 1             | 5             | 0             | 1             | 4             | 2             | 9             | -7            |

## Decisão do Título
O Botafogo entra na decisão com 4 pontos de Bônus.
05/07/1997 Vasco da Gama 1 x 0 Botafogo
08/07/1997 BOTAFOGO 1 x 0 VASCO DA GAMA
Local – Maracanã (público - 16.854)
Árbitro – Sidrack Marinho
Gol – 1° tempo: 0 a 0; Final: Botafogo 1 a 0, Dimba
Botafogo – Wagner, Wilson Goiano, Jorge Luiz, Gonçalves e Jefferson; Marcelinho Paulista, Pingo, Djair e Aílton (Marcelo Alves); Bentinho e Dimba (Róbson). Técnico: Joel Santana.
Vasco – Caetano, Pimentel, Moisés, Alex e Felipe; Luisinho, Fabrício, Juninho (Luiz Cláudio) e Ramon (Brener); Pedrinho e Edmundo. Técnico: Antônio Lopes.

## Protesto inusitado
No jogo entre Itaperuna e Vasco, um incidente curioso aconteceu: minutos após Edmundo (que abrira o placar e deu o passe para Ramon ampliar o placar) fazer o gol da vitória do Cruzmaltino depois de levar o empate (Roni e Giovanny fizeram os gols do Itaperuna), o árbitro da partida, José Carlos Santiago, expulsa 4 jogadores (André, Alcer e Manuelzinho pelo Itaperuna e Juninho Pernambucano pelo Vasco), deixando o técnico da Águia do Noroeste, Paulo Matta, indignado. Para protestar contra a decisão, ele entra em campo sem camisa e abaixa as calças por alguns segundos. Segundo Paulo Matta, Edmundo estava impedido quando fez o terceiro gol vascaíno.
Ele ainda afirmou que o protesto foi também contra a corrupção no futebol carioca e anunciou também sua aposentadoria do futebol, dedicando-se à carreira musical.